# Spaniens Grand Prix 1971
Spaniens Grand Prix 1971 var det andra av elva lopp ingående i formel 1-VM 1971. 

## Resultat
1. Jackie Stewart, Tyrrell-Ford, 9 poäng
2. Jacky Ickx, Ferrari, 6
3. Chris Amon, Matra, 4
4. Pedro Rodríguez, BRM, 3
5. Denny Hulme, McLaren-Ford, 2
6. Jean-Pierre Beltoise, Matra, 1
7. François Cévert, Tyrrell-Ford
8. Peter Gethin, McLaren-Ford
9. Tim Schenken, Brabham-Ford
10. Howden Ganley, BRM
11. John Surtees, Surtees-Ford

### Förare som bröt loppet
- Reine Wisell, Lotus-Ford (varv 58, för få varv)
- Emerson Fittipaldi, Lotus-Ford (54, upphängning)
- Henri Pescarolo, Williams (March-Ford) (53, motor)
- Mario Andretti, Ferrari (50, motor)
- Alex Soler-Roig, March-Ford (46, bränslepump)
- Andrea de Adamich, March-Alfa Romeo (26, transmission)
- Ronnie Peterson, March-Ford (24, tändning)
- Clay Regazzoni, Ferrari (13, motor)
- Rolf Stommelen, Surtees-Ford (9, bränsletryck)
- Jo Siffert, BRM (5, växellåda)
- Graham Hill, Brabham-Ford (5, styrning)